# سالاد پاستا
سالاد پاستا (pasta fredda) یک غذای سالادی است که با یک یا چند نوع پاستا تهیه می‌شود، تقریباً همیشه سرد سرو می‌شود، و اغلب در یک سس مبتنی بر سرکه، روغن یا سس مایونز ریخته می‌شود. معمولاً به عنوان پیش غذا، مخلفات یا غذای اصلی سرو می‌شود. سالاد پاستا اغلب به عنوان یک وعده غذایی بهار یا تابستان در نظر گرفته می‌شود، اما می‌توان آن را در هر زمانی از سال سرو کرد.

## ریشه
در حالی که هیچ منشأ مشخصی برای سالاد وجود ندارد، نظریه‌های مختلفی وجود دارد که منشأ متفاوتی برای سالاد دارند. برخی از مورخان و سرآشپزها مانند کلودیا رودن منشأ سالاد ماکارونی را به یهودیان ایتالیایی در امپراتوری روم بازمی‌گردانند، که از ماکارونی سرد استفاده می‌کردند زیرا قانون یهودی پخت و پز در روز سبت را ممنوع می‌کرد. برخی دیگر قدمت آن را حتی بیشتر به فنیقی‌ها می‌دهند.
نسخه مدرن سالاد ماکارونی که از رشته فرنگی ماکارونی استفاده می‌کند به سال ۱۹۱۴ در یک دستور پخت آمریکایی برمی گردد.

## مواد اولیه
مواد تشکیل دهنده به‌طور گسترده‌ای بر اساس منطقه، رستوران، در دسترس بودن فصلی و/یا ترجیح تهیه‌کننده متفاوت است. این سالاد می‌تواند به سادگی ماکارونی سرد مخلوط شده با سس مایونز (یک سالاد ماکارونی) یا به اندازه چندین پاستا که با یک وینیگرت و انواع مواد تازه، نگهداری شده یا پخته شده کنار هم قرار گرفته باشد، باشد. ممکن است از انواع دیگر پاستا مانند دیتالینی استفاده شود. اینها می‌تواند شامل سبزیجات، حبوبات، پنیرها، آجیل، گیاهان، ادویه جات ترشی جات، گوشت، مرغ یا غذاهای دریایی باشد. کلم بروکلی، هویج، بیبی کورن، خیار، زیتون، پیاز، لوبیا، نخود، فلفل، و پنیر پارمیجانو یا فتا، همگی مواد تشکیل دهنده محبوب در نسخه‌هایی هستند که معمولاً در سالادبارهای آمریکای شمالی یافت می‌شوند.

### تنوع تجاری اقیانوسی
در غذاهای استرالیایی و نیوزلندی، سالاد ماکارونی در طول دهه ۱۹۹۰ به‌طور فزاینده ای محبوب شد، زمانی که نسخه‌های تجاری آن به راحتی در فروشگاه‌های سوپرمارکت در دسترس قرار گرفت. از تکه‌های پاستا پخته شده (معمولاً پاستا پوسته ای، پاستا آرنجی شکل یا پنه) پوشیده شده با سس مایونز و همراه با هویج، فلفل دلمه ای (فلفل دلمه ای) و گاهی کرفس درست می‌شود. از نظر سبک شبیه سالاد ماکارونی آمریکایی است.

## نگارخانه

سالاد پاستا
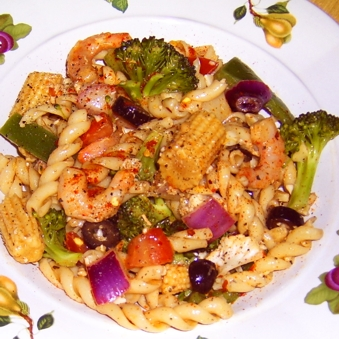
سالاد پاستا با میگو ، مرغ و سبزیجات
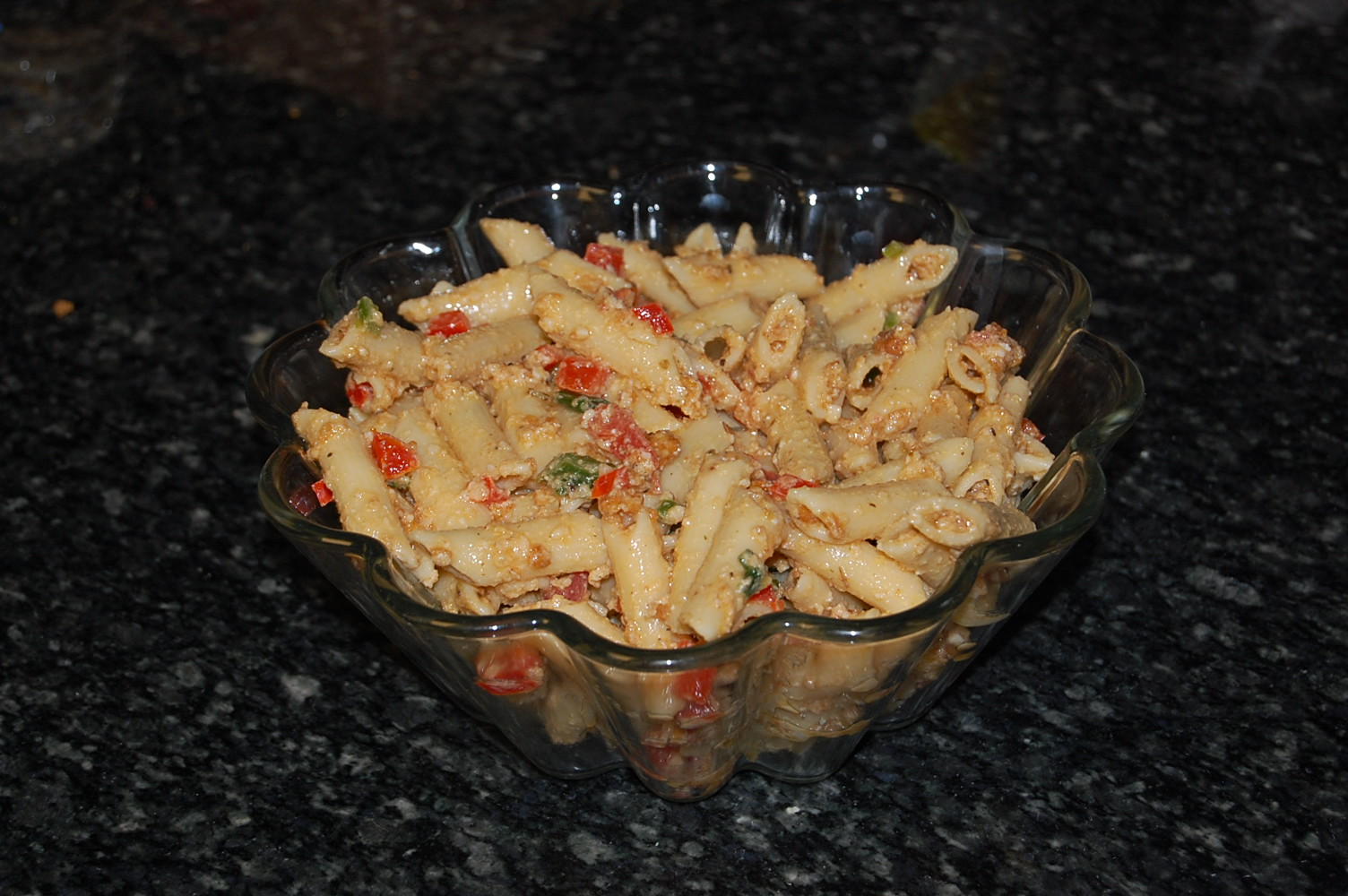
سالاد پاستا در Du Ve Sue در نیواورلئان
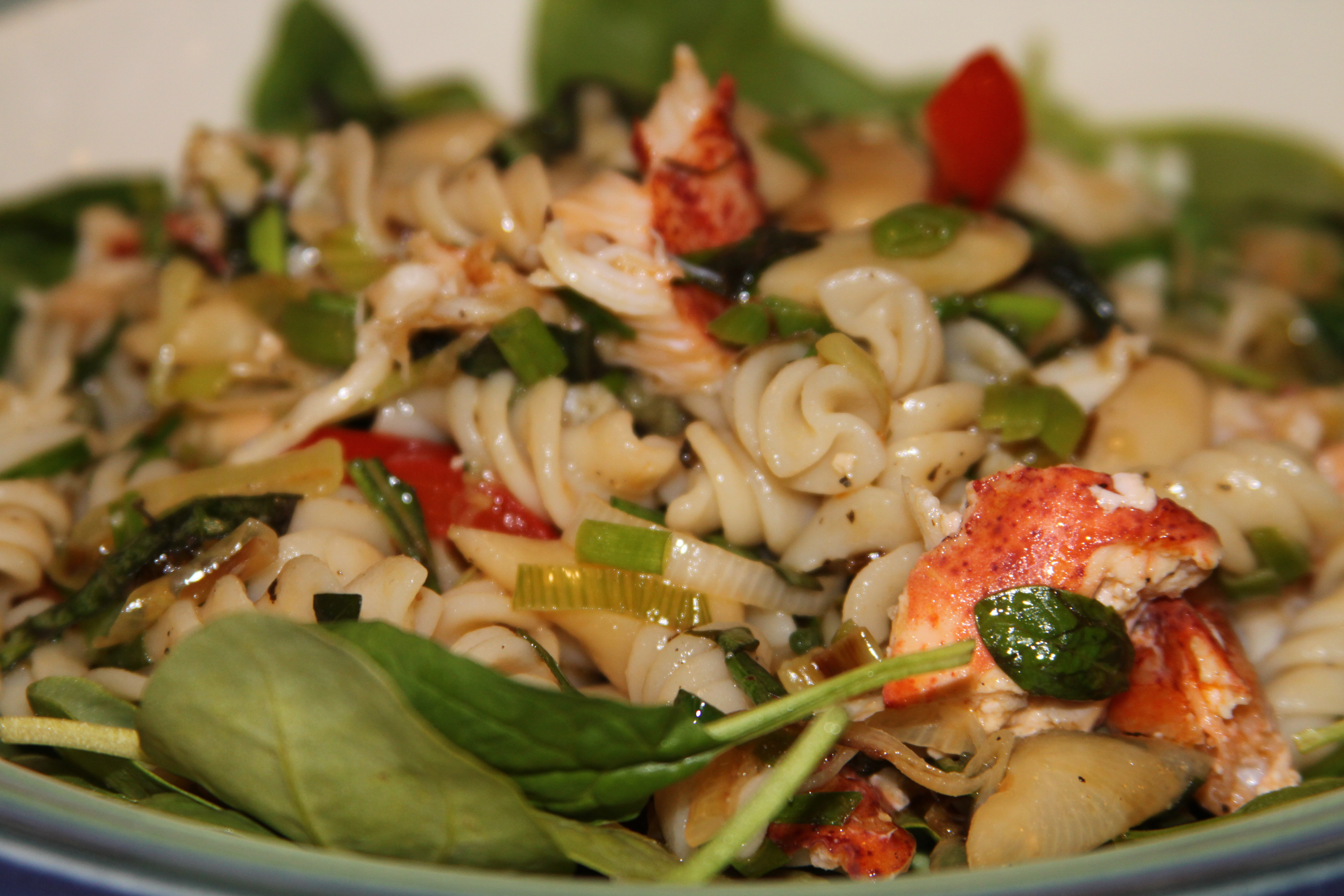
سالاد پاستا با خرچنگ، لوبیا کره و پیازچه
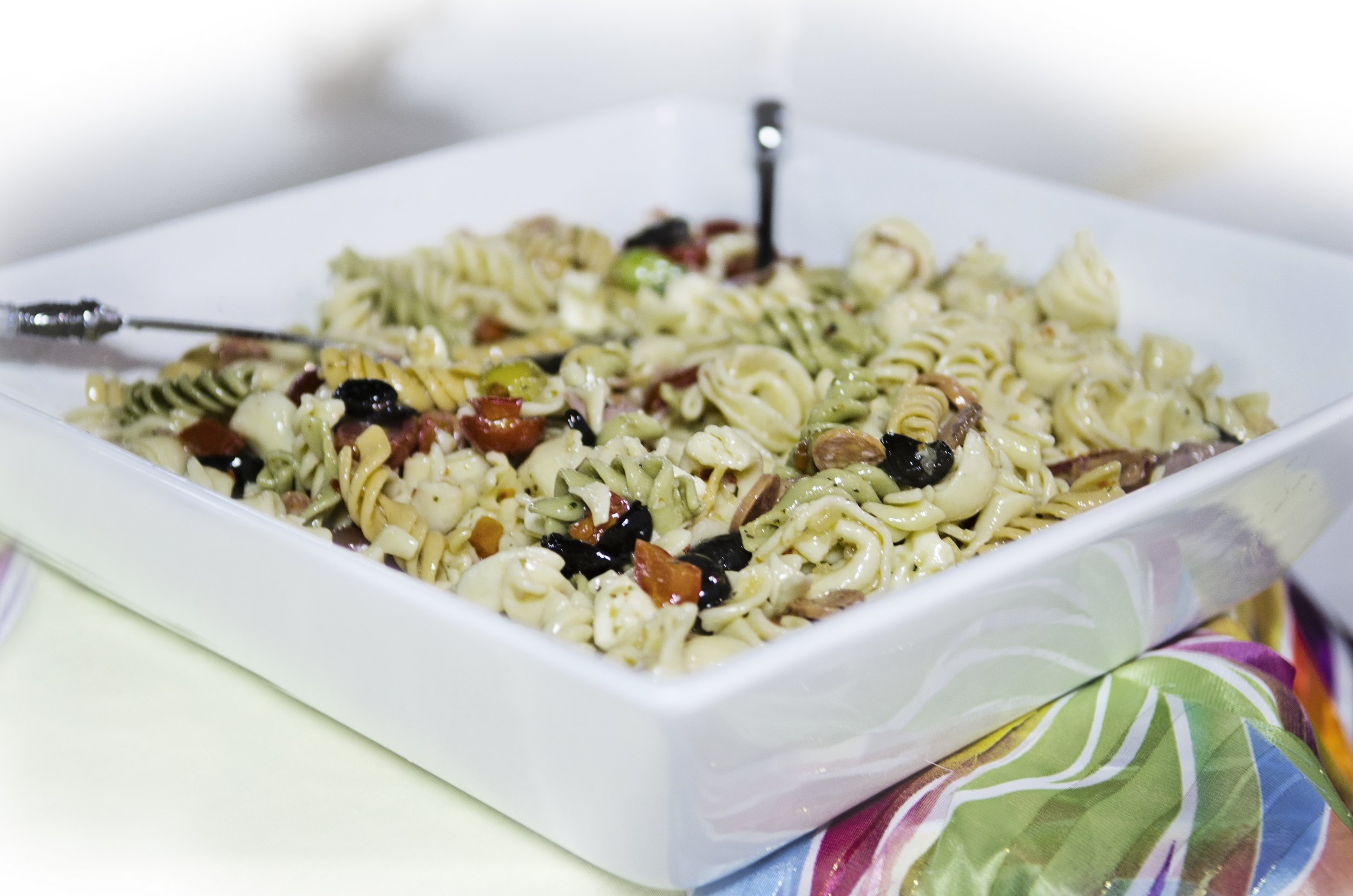
سالاد ماکارونی که با پاستا فوسیلی تهیه شده‌است
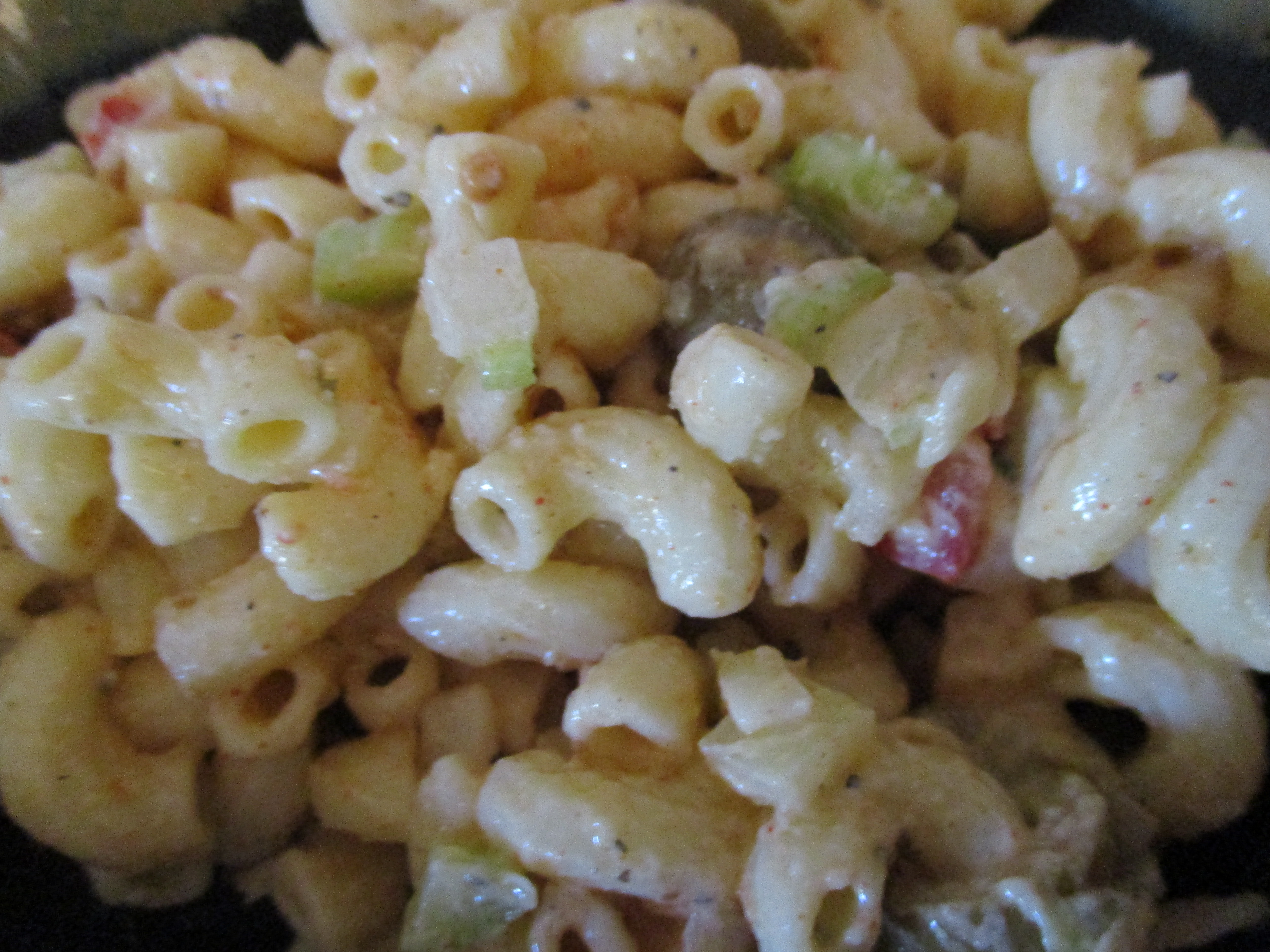
سالاد ماکارونی با سس مایونز
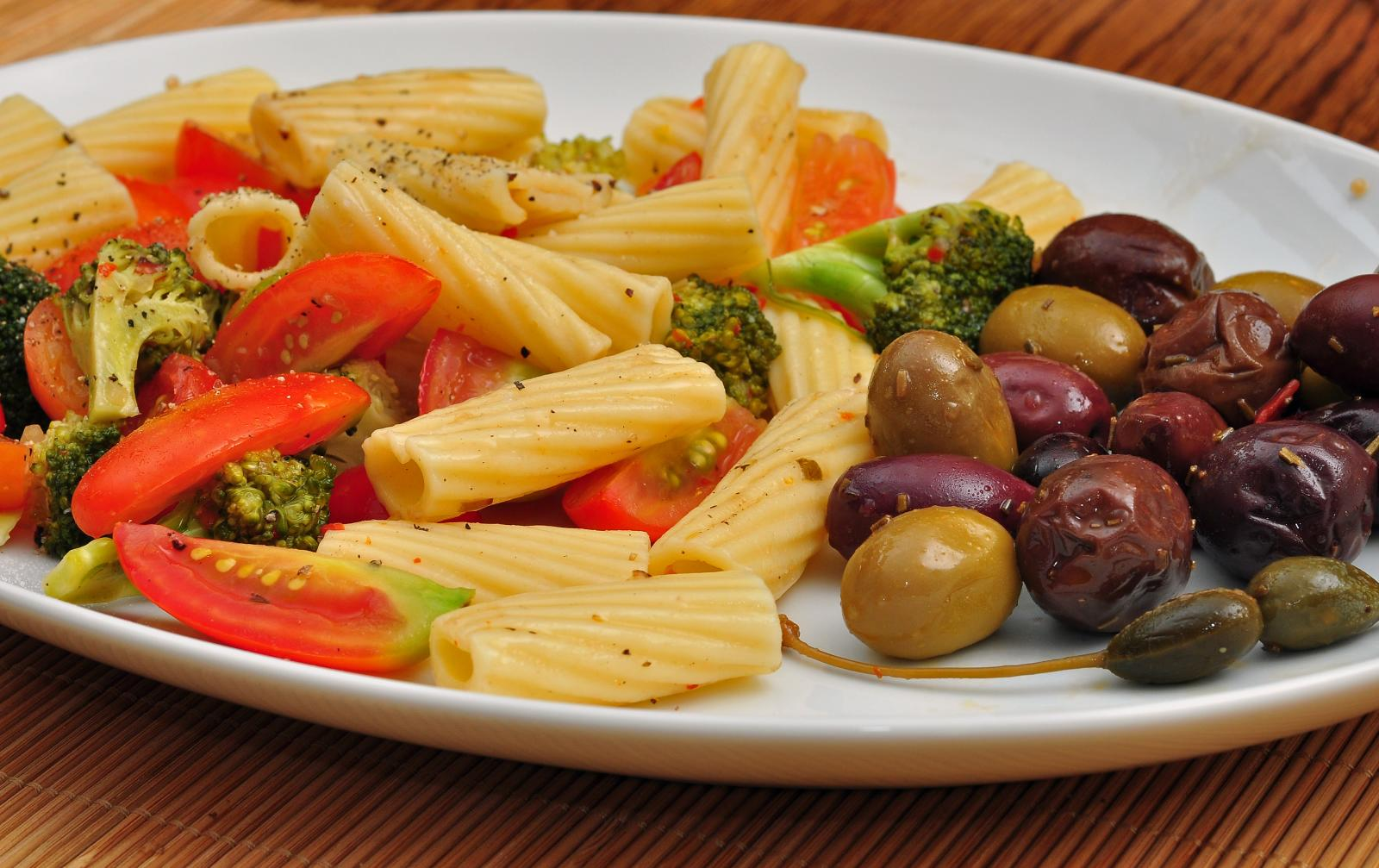
سالاد پاستا با زیتون
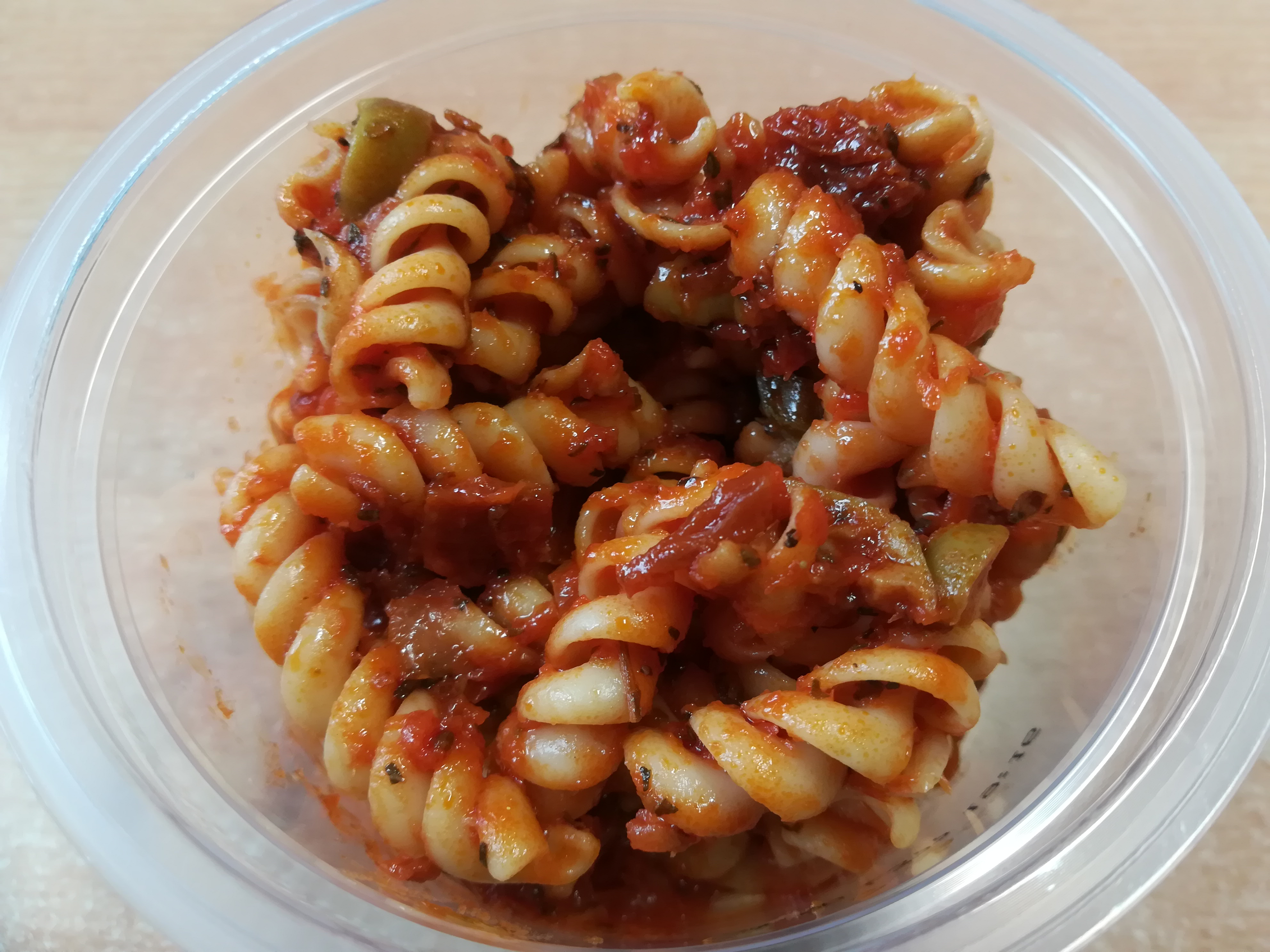
سالاد پاستا با گوجه خشک و زیتون سبز